# Matt Letley
Matt Letley (n. 29 de marzo de 1961, Gillingham (Kent), Inglaterra) es un músico inglés conocido mayormente por haber sido baterista de la banda de rock Status Quo, entre los años 2000 y 2013. Anteriormente y desde los ochenta tocó con varios artistas musicales como Bob Geldof, A-ha, Vanessa Mae y Judie Tzuke, entre otros.

## Carrera
Comenzó a tocar la batería a los seis años de edad, cuando su padre, un experto acordeonista, le instó a tomar lecciones con Graham Willeard en el Drumland de Dartford. Luego de cuatro años de aprendizaje se trasladó a Rochester (Kent), donde continuó sus estudios de batería bajo la tutela de Bob Cleall. A los doce años y junto a su hermano Mark, se unió a la banda local de rock progresivo Sindelfingen, donde aprendió a tocar la guitarra.
A principios de los ochenta comenzó su carrera como músico de sesión, que le permitió salir de gira con artistas como Magna Carta, Judie Tzuke, Elkie Brooks, Kim Wilde, Bob Geldof y A-ha. Entre 1990 y 1997, salió de gira con David Essex y Vanessa Mae, hasta que fue convocado por Hank Marvin para sus tours. En el 2000 ingresó a Status Quo como reemplazo de Jeff Rich, que había renunciado a la banda luego de grabar Famous in the Last Century. Con la agrupación inglesa grabó seis álbumes de estudio, donde en ciertas ocasiones ayudó en la composición de algunas canciones.
El 17 de diciembre de 2012 anunció a través de su sitio web que dejaría Status Quo, después de doce años y cuyo último concierto con la banda se celebró dos días más tarde, en el O2 Arena de Londres. Sin embargo, en marzo y abril de 2013 fue convocado nuevamente para los conciertos por Australia y México, ya que la banda no tuvo tiempo para encontrar un nuevo baterista.

## Discografía

### con Status Quo
- 2002: Heavy Traffic
- 2003: Riffs
- 2005: The Party Ain't Over Yet
- 2007: In Search of the Fourth Chord
- 2011: Quid Pro Quo
- 2013: Bula Quo!